# 大星牽牛
大星牽牛为旋花科番薯屬下的一个种。本種是與番薯親緣關係最近的二倍體物種，也是番薯的野生祖先之一。